# Prisca
Prisca var en kristen tonårig romersk jungfru som led martyrdöden då hon vägrade att offra till de hedniska romerska gudarna. Detta ägde sannolikt rum under kejsar Decius kristendomsförföljelse i mitten av 200-talet eller under kejsar Diocletianus förföljelse i början av 300-talet. En källa daterar hennes martyrium till Claudius II:s (268–270) regeringstid. Prisca vördas som helgon inom Romersk-katolska kyrkan. Hennes minnesdag firas den 18 januari.
Enligt legenden skall de romerska myndigheterna ha torterat henne för att tvinga henne att avsvära sig sin kristna tro. När detta inte gav något resultat skall man ha hetsat två lejon mot henne, men de tillfogade henne inte någon skada. Till slut avrättades Prisca genom halshuggning. Hennes kropp begravdes initialt i Priscillas katakomber i nordöstra Rom. Sedan 300-talet vördas hennes reliker i kyrkan Santa Prisca på Aventinen.